# Савако Јасумото
Савако Јасумото (јап. 安本 紗和子; 6. јул 1990) јапанска је фудбалерка.

## Репрезентација
За репрезентацију Јапана дебитовала је 2010. године. За тај тим одиграла је 2 утакмице.

## Статистика
| Јапан  | Јапан | Јапан |
| Год.   | Ута.  | Гол.  |
| ------ | ----- | ----- |
| 2010   | 2     | 0     |
| Укупно | 2     | 0     |